# Pavel Dicescul
Pavel Dicescul (în rusă Павел Дическул; n. 20 ianuarie/1 februarie 1839, Gălești, raionul Strășeni, Republica Moldova – d. 12/25 martie 1909, Sankt Petersburg, Imperiul Rus) a fost un avocat, filosof, latifundiar, antreprenor, jurnalist și scriitor basarabean. Membru al Consiliului de Stat al Imperiului Rus.

## Biografie
S-a născut într-o familie de moșieri nobili moldoveni din gubernia Basarabia. A absolvit liceul „Richelieu” din Odesa. În 1862 a absolvit Facultatea de Drept a Universității din Moscova, cu titlul de student deplin. În același an a intrat la Facultatea de Filosofie a Universității din Berlin, iar în septembrie 1864 s-a transferat la Universitatea din Heidelberg, pe care a absolvit-o în 1865 cu titlul de doctorat. 
După ce s-a întors în gubernie, a fost ales „mediator civil” al celui de-al 4-lea district din ținutul Orhei, în 1868 a fost ales în funcție „evaluator”. În anii 1869-1881 și din 1894 a fost magistrat onorific, iar timp de trei cincinale a fost președinte al congresului judecătorilor civili din ținutul Orhei. În 1869 a fost președinte al conducerii ținutului Orhei. În 1873-1875 a fost președintele consiliului gubernial de zemstvo din Basarabia. 
Între anii 1875 și până în 1902, a activat preponderent în agricultură. Fiind un însemnat proprietar de pământ, acesta deținea 1.524 de zeciuieli de pământ (aprox. 1.600 de hectare),  de asemenea, deținea o fabrică de țiglă care producea „plăci din Marsilia”. 
În 1881 Dicescul a fost promovat în funcția de evaluator colegial. A revenit la activitățile sale anterioare în 1893, când a fost ales conducător al zemstvei ținutului Chișinău. În 1893-1905 a fost membru din partea nobilimii în filiala din Odesa a „băncii nobiliare de stat”. În 1895, a fost ales mareșal al nobilimii ținutului Chișinău. În 1902 a fost ales magistrat onorific pentru ținutul Chișinău. În 1905 a devenit deputat al adunării nobiliare a ținutului Orhei. A fost delegatul nobilimii basarabene la primul și al cincilea congres al Nobilimii ruse. În 1906 a fost redactor-editor al ziarului Bassarabeț („Basarabeanul”). 
La 25 martie 1906, a fost ales membru al Consiliului de Stat al Imperiului Rus din partea adunării guberniale basarabene. A fost membru al grupului „Centru”, la începutul anului 1908 s-a mutat în grupul „Dreapta”. Din 1908 până în 1909 a fost membru al Comisiei de finanțe. A fost membru al unor comisii speciale pentru facturi: „În ceea ce privește închiderea portului liber pentru importul de mărfuri străine către Guvernoratul General Amur și Regiunea Transbaikal a Guvernatorului General Irkutsk” în 1908, „Cu privire la măsurile de combatere a filoxerei și altor dăunători ai strugurilor” în 1909. A murit la Sankt Petersburg. 
A fost căsătorit și a avut doi copii (unul dintre ei fiind soprana Anastasia Dicescu). 

## Pavel Dicescul și renașterea națională a românilor basarabeni
Rolul lui Pavel Dicescul în renașterea națională a românilor basarabeni a fost unul important. Alături de Pavel Gore sau Vladimir Herța, el făcea parte din gruparea "vechilor moldoveni" (nobili basarabeni nerusificați), care erau mai moderați decât studenții români de la universitățile rusești (cum ar fi Ion Pelivan, Daniel Ciugureanu sau Pantelimon Halippa). Ei au fondat în 1906 Societatea moldovenească pentru răspândirea culturii naţionale, al cărei președinte a fost Dicescul. Aceasta era o replică întârziată a Societăţii literare de la Bucureşti (1866), a ASTREI transilvănene (1861) şi a societăţilor culturale din Bucovina (1863) şi Dobrogea (1870). În decembrie 1905, Dicescul a trimis un memoriu guvernului de la Petersburg, arătând caracterul românesc al populaţiei basarabene şi cerând ridicarea ei din ignoranţa la care a dus-o rusificarea, prin chemarea la cultură prin limba naţională şi redeschiderea şcolilor româneşti. Pentru această atitudine, Dicescul a fost poreclit Marele Nanu.
| “                                                                                    | Procentul populației moldovenești din Basarabia este de 75-80 la sută, dacă nu mai mare. La început, după alipirea la Rusia, în Basarabia nu era nicio școală. Astăzi, bineînțeles, școli avem. La data de 1 ianuarie 1905, luând în considerație târgurile și satele, s-au socotit 758 de școli. Dar între ele nici una moldovenească. Cu toate acestea, poporul, ca și înainte, nu vorbește rusește și aceasta îi creează în școală, ca și în justiție, ca și în alte instituții oficiale, greutăți de neînlăturat. Cine trăiește în satele basarabene a putut să vadă moldoveni care citesc rusește destul de repede, dar care nimic nu înțeleg din ceea ce citesc. Această tristă situație a analfabetismului în Basarabia rezultă din aceea că școala primară trebuie să lupte cu piedici neînlăturabile, ca predarea necunoscutului prin necunoscut. Aceste triste rezultate nu sunt surprinzătoare: limba gândului poporului, precum și a traiului său, a rămas cea moldovenească, iar limba școlii și a bisericii este cea străină și neînțeleasă. De aceea, credința și știința sunt străine Basarabiei țărănești. Politica de rusificare forțată a adus la ură și dispreț pentru tot ce, în mod nefiresc, se oferă în școală ca spirit rusesc și cultură rusească. Școala rusă a fost aceea care a cultivat ura și indiferentismul, din care a crescut curentul de astăzi, lipsit de patriotism. Dacă Rusia până astăzi nu este iubită în provinciile mărginașe, cauza este că ceea ce s-a prezentat acolo ca rusesc nu merită niciun fel de iubire și, în realitate, nu a fost esența spiritului rusesc sau a concepției rusești de stat. Temelia culturii, prima condiție a progresului este predarea în limba maternă, singura limbă înțeleasă. Ca orice organism, întra-adevăr vital, limba moldovenească, insesizabilă, nebiruită și de nedezrădăcinat, s-a păstrat intactă în mijlocul populației basarabene. Ea este motor puternic, un fond enorm de energie potențială pentru viitoarea dezvoltare culturală a provinciei. Această limbă se poate utiliza și trebuie utilizată, dar în mod precaut, cu mâinile libere și iubitoare, pentru a dezvolta această putere în chip just și pentru a-i da direcția cuvenită. Altfel, alții vor utiliza această forță inepuizabilă a energiei naționale. Altfel, alții vor îndruma-o în albia tăinuită, îngustă, cotitoare și subminătoare a revoluției. Și atunci energia națională va seca, cheltuindu-se în luptă iregulată și aducând numai rău și nenorocire. Și noi deja vedem mugurii răi ai acestei posibilități. Propaganda revoluționară în Basarabia se silește a fi pe înțelesul norodului, vorbindu-i-se în limba lui firească și cunoscută. Promisiunile irealizabile, în chip ispititor, i se cântă prin sunetele materne moldovenești. Anume în această limbă s-au tipărit diferite foi periodice și episodice ale propagandei din stânga (traducerile manifestului de la Vîborg, gazete etc.). De aceea, dialectele alogene din provinciile mărginașe ale Rusiei, ca niște unelte culturale de o putere incomensurabilă, trebuie să capete libertatea necesară. | ” |
| — Fragment din memoriul trimis de Dicescul guvernului țarist, tradus de Ion Pelivan, | |   |

Pavel Dicescu vizita des orașul Iași, unde avea prieteni.
Datorită activității sale în domeniul culturii românești, Dicescul a fost ironizat de Pavel Crușeveanu, liderul Sotniilor Negre din Basarabia, care scria: „în persoana domnului Dicescu, Consiliul de Stat capătă un aprig românofil, care, desigur, va simpatiza cu toate autonomiile, începând cu autonomia Basarabiei, deși după noi din partea sa ar fi mult mai loial să pună de-a dreptul chestiunea unirii Basarabiei cu România".